# Bujan
Bujan falu Albánia északkeleti részén, Kukës városától légvonalban 40, közúton csaknem 100 kilométerre északnyugatra, a Valbona folyó jobb partján, Bajram Curri déli szomszédságában. Kukës megyén és Tropoja községen belül Bujan alközség központja. Az alközség további települései Bllata, Dojan, Gria e Re, Lekurtaj, Markaj, Rosuja és Selimaj. A 2011-es népszámlálás alapján az alközség népessége 2550 fő.

## Története
1984 és 1986 között Zhaneta Andrea tárta fel a tizenkét halomsírt magában foglaló régészeti lelőhelyet a Valbona folyó nyugati partján elterülő sziklás fennsíkon. A bujani halomsírok a kisebbek közé tartoznak: átmérőjük 8 és 13, magasságuk 0,80 és 1,55 méter között mozog. Építési technikájuk változatos, a kőből épült halomsírok mellett megtalálhatóak a köves talajból emelt, illetve a kőkörrel övezett földhalmok egyaránt. Az itt eltemetettek kisebb részét hamvasztották, többségüket hátukra vagy oldalukra fektetve hantolták el. A sírmellékletek rendkívül szegényesek, csupán néhány fazekasterméket és bronz karkötőt foglalnak magukban. Az agyagedényeket cserepeikre törték, és úgy keverték el az elhunytra húzott földréteggel; ez a rituális szokás más, korabeli illír temetőkből is ismert. A szűkös leletanyag a halomsírok datálását megnehezíti, de kukësi és Mat-vidéki típusanalógiák alapján keletkezésük idejét a vaskor korai szakaszára teszik.
1943. december 31-e és 1944. január 2-a között Bujanban ült össze titkos tanácskozásra az Albán Kommunista Párt tropojai szervezete, és a velük szövetséges jugoszláv kommunisták egy csoportja, és Mehmet Hoxha elnökletével megalakították Koszovó és Metohija Nemzeti Felszabadítási Tanácsát, amelynek célja a német megszállás alatt álló Koszovó és Albánia felszabadítása, majd egyesítése volt.

## Nevezetességei
Bujanban két, műemléki védelmet élvező északalbán erődített ház is található, a Sokoli- és a Mani-kulla.